# Синиша Николић Драгош
Синиша Николић Драгош је био борац у народноослободилачком рату у пиротском крају.

## Биографија
Рођен је 1923. године у сиромашној радничкој породици. Завршио је основну школу и отишао на кожарски занат. Када је 1941. године Партија позвала народ на борбу, Синиша је почео да сарађује са НОП-ом а онда је отишао да се бори. Био је војник Нишавског одреда. Године 1943. је убио фашистичког капетана у једној борби близу Пирота.
Априла 1944. године се одред борио против бугарске полиције када је Синиша убио неколико фашиста. У тој борби се Синиша убио активирајући бомбу како га не би Бугари ухватили.
Синиша Николић Драгош није дочекао ослобођење Пирота.
Предузеће за производњу коже, крзна и вуне из Пирота је носило његово име.